# Langues bunubanes
Les langues bunubanes (ou langues bunabanes) sont une famille de langues aborigènes d'Australie.

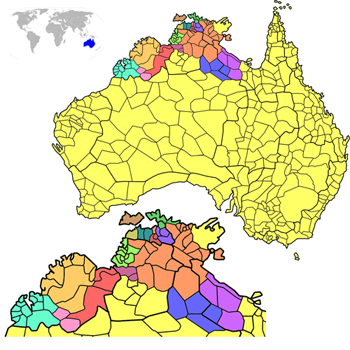
Carte des langues australiennes. Les langues pama-nyungan sont indiquées en jaune.
langues pama-nyungan et langues tankiques
Nyulnyulan
Bunaban (en rose sur la carte)
Wororan
Djeragan
Djamindjungan
Daly
Laragiya
Tiwi
Limilngan
Umbugarla
Giimbiyu
Yiwaidjan
Gunwinyguan
West Barkly
Garawa

## Classification externe
Les langues bunubanes font partie de l'ensemble que l'on regroupe sous le nom de langues non-pama-nyungan. Ce terme n'implique en rien une parenté entre ces familles de langues et est seulement une dénomination qui rassembles les langues australiennes qui ne s'intégrent pas dans la vaste famille des langues pama-nyungan.

## Classification interne
La famille bunubane regroupe deux langues australiennes :
le bunuba et le gooniyandi. Ces langues sont parlées dans l'extrême Nord-Ouest de l'Australie.